# مطار شانغينغ ليوجي
مطار شانغينغ ليوجي (بالإنجليزية: Xiangyang Liuji Airport)‏ و(بالصينية: 襄阳刘集机场) (إياتا: XFN، إيكاو: ZHXF) مطار عام يقع بمدينة شيانغيانغ في خوبي في الصين. يبلغ طول المدرج 2400 م .

## شركات الطيران والوجهات
| شركـات طيـران          | الوجهات |
| ---------------------- | --- |
| خطوط شرق الصين الجوية  | مطار نانتشانغ تشانغبى الدولي، مطار شينينغ الدولي |
| طيران الصين اكسبرس     | مطار تيانجين الدولي |
| خطوط جنوب الصين الجوية | مطار قوانغتشو باييون الدولي |
| China United Airlines  | مطار بكين داشينغ الدولي |
| Donghai Airlines       | مطار شينزين باوان الدولي |
| Fuzhou Airlines        | مطار فوتشو تشانغله الدولي، مطار تاييوان وسو الدولي، مطار شيامن قاوتشي الدولي، مطار شيان شيانيانغ الدولي |
| طيران جي إكس           | مطار نانينغ وشو الدولي، مطار غينغادو جياودونغ الدولي |
| خطوط جونياو الجوية     | مطار شانغهاي هونغكياو الدولي |
| Kunming Airlines       | مطار كونمينغ جانغشوي الدولي، مطار نانجينغ الدولي |
| طيران لونج             | مطار تشانغتشون الدولي، مطار تشنغدو تيانفو الدولي، مطار تشونغتشينغ جيانغبى الدولي، مطار قوانغتشو باييون الدولي، مطار هايكو ميلان الدولي، مطار هانغتشو شياوشان الدولي، مطار هاربين الدولي، مطار ساني ليجيانغ، مطار نينغبو ليش الدولي، مطار ونزهو يونجقيانج الدولي، مطار سنن شوفانغ الدولي، مطار ينتشوان هيدونج الدولي |
| خطوط شينزين الجوية     | مطار بكين العاصمة الدولي، مطار شنيانغ الدولي، مطار شينزين باوان الدولي، مطار تشوهاى جينوان |
| خطوط سوبارنا الجوية    | مطار قوييانغ لونغدونغابو الدولي، مطار جينان الدولي، مطار سانيا فينيكس الدولي، مطار شانغهاي بودنغ الدولي |

## وصلات خارجية
- http://www.flightstats.com/go/Airport/airportDetails.do?airportCode=XFN